# Диско
Диско (на английски: disco) е музикален жанр, възникнал в началото на 1970-те почти едновременно в САЩ и Европа. За американското диско е характерно звученето, близко до фънк и соул. Европейското диско е по близко до поп-музиката, особено през 80-те години на ХХ век. През 70-те в дискотеките се пускат аудио записи от водещ, наречен DJ (Disc-Jockey). За първи представители на диско ерата се смятат Bee Gees, Donna Summer, The Jackson 5. Първият диско клуб е Peppermint Lounge в Париж, който отваря врати още през 50-те години, а първият диско клуб в САЩ е Whiskey-A-Go-Go на Сънсет Булевард в Холивуд. През 60-те диското още не се е появило съвсем, но кубински танцьори танцуват вид салса и суинг, което може да се счита за начало на диско субкултурата. През 1968 г. се появява вид електронна музика със синтезатори и така постепенно са ражда диско музиката. Получава се интересен вид продължителен бийт, който позволява навлизането от една песен в друга без да се спира музиката. Един от най-известните диско клубове изобщо в историята на диско културата е Studio 54 в Ню Йорк. Впоследствие се създава и филм, посветен на този клуб и на онова време. През 1978 г. Джон Траволта и филмът с негово участие „Треска в събота вечер“ карат диско сцената направо да експлодира. Светът полудява по този нов вид музика. 1978 е годината, в която диското е в своя пик, Ню Йорк обявява Национална Диско седмица през месец юни
Телевизията също не може да избяга от диско лудостта. Появяват се различни шоу програми като Dance Fever, the Gong Show, Soul Train и Star Search. Това обаче кара хората да останат по домовете си и да останат с погрешно впечатление за диското, наблюдавайки състезателната му, а не неговата социална страна. Постепенно с течение на годините диско клубовете биват затваряни, а самата музика се трансформира от появата на нови субкултурни направления. Така или иначе обаче времето е единственият съдник, който показва, че диското не е изчезнало – напротив то преживява един нов период на модификация, който в никакъв случай не е за подценяване.

## Поджанрове
През 70-те години диско-жанрът има няколко подстилове, в това число „диско-фюжън“, „мюнхенско звучене“ и т.н., а по-късно, след 1981 година, благодарение на разпространението на електронните музикални инструменти, диско жанра се развива бурно в такива подстилове като Евро Диско, Итало Диско и Hi-NRG.

## Световноизвестни диско изпълнители

### 70-те
- Аманда Лиър
- Глория Гейнър
- Далида
- Дона Съмър
- Силвестър
- Арабеск
- Би Джийс
- Belle Epoque
- Еръпшън
- АББА
- Бони М
- Марк Сирон

- Chic
- Chilly
- Dschinghis Khan
- KC & the Sunshine Band
- Village People
- Alec R. Costandinos
- Gino Soccio
- Kano
- Carl Douglas

### 80-те
- Stars On 45
- Даяна Рос
- Дани Миноуг
- Ди Ди Джексон
- Силвестър
- Bad Boys Blue
- Savage
- Дона Съмър
- Майк Морийн
- Кен Ласло
- Ейми Стюард
- Лий Мароу
- Модърн Токинг
- Си Си Кеч
- Радио Рама

## Филми
Това е танцова музика, поп музика на основата на фънк музиката. Един от най-популярните филми от диско ерата е „Треска в събота вечер“ (1977) (Saturday Night Fever) с Джон Траволта.

## Диско мода
Диско облеклото и аксесоарите са изключително интересен акцент от цялата диско история. Диско модата е цяла епоха, която не е за подминаване. И тя се подразделя на няколко етапа.
През 70-те диско модата напомня на хипи културата от 60-те години. Дънките са разкъсани, носят се туники, видът е замечтан. Полиестерът идва на мода и затова повечето дамски и мъжки дрехи се произвеждат именно от него. През средата на 70-те диско модата изисква стесняване на дрехите, а дължината на дрехите са удължава – носят се както мини поли, така и миди и макси. И трите дължини по онова време се радват на еднаква популярност.
Обувките с дебела платформа стават еднакво модерни както за жените, така и за мъжете. Мъжките вратовръзки стават по-широки и по-цветни, така изглеждат и яките на ризите, както и реверите на саката. Копринените блузи напомнят на начина на обличане през 17 век.
В края на 70-те години настъпва драстична промяна. С мощното навлизане на диско културата, започва и промяна в облеклото. А именно неговият диско вид – дрехите са допълнени с ефекти диско елементи. Мъжете започват да носят костюми в три части с широки ревери, разкроени в долната част панталони и къси жилетки.
Какво става през 80-те години? Черното кожено яко е най-култовият елемент от диско облеклото. То е с много джобове, ципове и най-вече то е късо. В някои случаи то е обсипано с множество аксесоари като капси, значки, шалчета. Панталоните са тип цигара, а полите са прави. Много популярна става и високата талия. Особено важен елемент от облеклото е клинът, който оптически издължава краката. За косата правилото е следното – колкото по-бухнала и голяма, толкова по-диско. Това е правило номер едно както за жените, така и за мъжете.
Аксесоарите са много и изключително цветни. Дълги висящи обеци, аксесоари за коса, многоцветни гривни, едри колани – всички тези и още много други акценти са част от културата на диско модата.

## Диско танци
В края на 70-те години в големи американски градове се появяват клубни диско сцени в близост до дискотеки и нощни клубове, където DJ-и пускат диско хитове за танцуващите. DJ-ите пускат дълги компилации от хитове, за да могат да накарат танцуващите да останат цяла нощ. Някои от по-престижните клубове имали светлинно оборудване, което трептяло в ритъма на музиката. В по-големите градове имало танцови училища и инструктори, които обучавали желаещите как за танцуват популярните за онова време touch dancing, the hustle и "the cha cha”. Съществувала диско клубна мода, която редовните посетители следвали.
В цял свят диско танците са известни като вид танцувална форма. През годините тя се стандартизира и сега е класифицирана като Freestyle Dance. Още през 70-те диското се смята за такова заради неговата оригиналност и създаването на нови и вълнуващи движения. Много състезания и шампионати се състоят по целия свят, където диско танцьорите се състезават за награди. Като спорт диско танцьорите могат да се състезават професионално и да правят кариера по целия свят.